# Drosophila quadrum
Drosophila quadrum är en tvåvingeart som först beskrevs av Christian Rudolph Wilhelm Wiedemann 1830.  Drosophila quadrum ingår i släktet Drosophila och familjen daggflugor.
Artens utbredningsområde är Brasilien, Peru och Venezuela.